# 卡明 (羅日尼亞季夫區)
48°55′32″N 24°15′44″E / 48.92556°N 24.26222°E
卡明（烏克蘭語：Камінь），是烏克蘭西部的村莊，隸屬伊萬諾-弗蘭科夫斯克州的卡盧什區。該村始建於1763年，面積14.6平方公里，2001年人口1,172，人口密度每平方公里80.5人。